# باشگاه ورزشی اینترناسیونال
باشگاه اینترناسیونال (به پرتغالی: Sport Club Internacional) یک باشگاه فوتبال واقع در پورتو آلگری، ریو گرانده جنوبی در برزیل است که در تاریخ ۴ آوریل ۱۹۰۹ تأسیس شده است و در لیگ برتر برزیل و لیگ ایالتی گائوشو بازی می‌کند.
این باشگاه سه قهرمانی در لیگ برتر برزیل و یک قهرمانی در جام حذفی برزیل را در کارنامهٔ خود دارد. اینترناسیونال همچنین دو مرتبه به مقام قهرمانی در جام لیبرتادورس رسیده‌است. این باشگاه همچنین در سال ۲۰۰۶ به مقام قهرمانی در مسابقات جام باشگاه‌های جهان رسیده‌ است.

## افتخارات
- جام جهانی باشگاه‌ها (۱): ۲۰۰۶
- جام لیبرتادورس (۲): ۲۰۰۶، ۲۰۱۰
- سری آ برزیل (۳): ۱۹۷۵، ۱۹۷۶، ۱۹۷۹
- جام حذفی فوتبال برزیل (۱): ۱۹۹۲
- قهرمانی گائوشو (۴۶): 1927, 1934, 1940, 1941, 1942, 1943, 1944, 1945, 1947, 1948, 1950, 1951, 1952, 1953, 1955, 1961, 1969, 1970, 1971, 1972, 1973, 1974, 1975, 1976, 1978, 1981, 1982, 1983, 1984, 1991, 1992, 1994, 1997, 2002, 2003, 2004, 2005, 2008, 2009, 2011, 2012, 2013, 2014, 2015, 2016, 2025
- جام سودامریکانا (۱): ۲۰۰۸
- رکوپا سودامریکانا (۲): ۲۰۰۷، ۲۰۱۱
- قهرمانی جام جی‌لیگ / جام سودامریکانا (۱): ۲۰۰۹
- جام کیرین (۱): ۱۹۸۴
- رکوپا گائوشو (۲): ۲۰۱۶، ۲۰۱۷
- کوپا اف‌جی‌اف (۲): ۲۰۰۹، ۲۰۱۰

## بازیکنان برجسته
- دونگا
- نیلمار هونوراتو داسیلوا
- لوسیو
- لوئیز آدریانو
- دیگو فورلان